# Kraakporselein

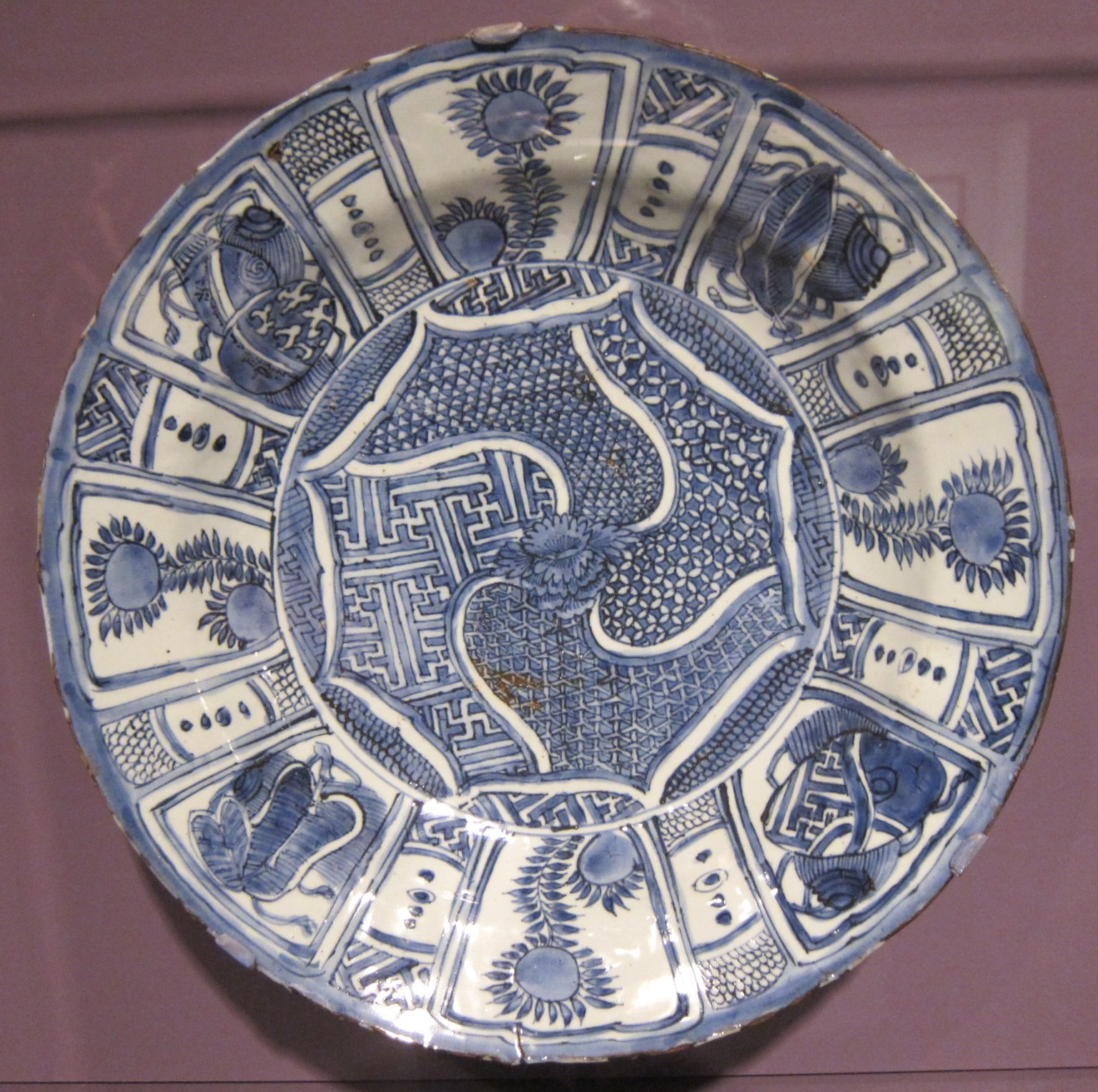
Een bord (kraakporselein)

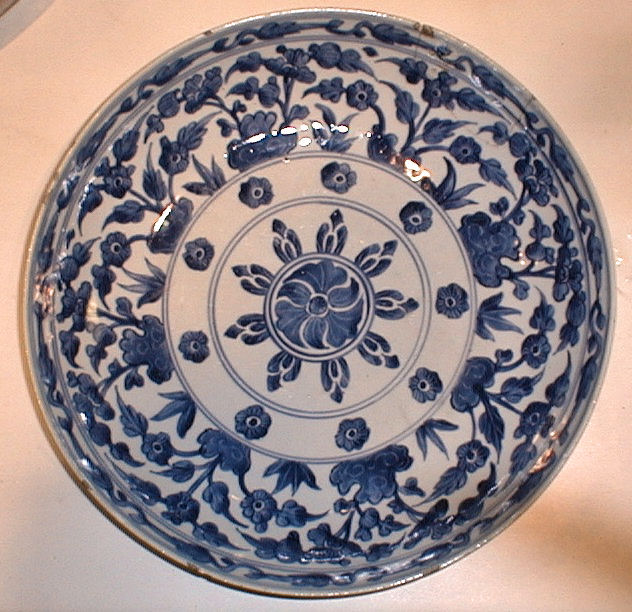
Schotel in Kraakporselein Ø 30 cm, 18e eeuw

Kraakporselein is een Chinees exportporselein uit de 16e en de 17e eeuw rond de late Ming-dynastie (de Wanli-periode). 

## Kenmerken
Kraakporselein wordt gekenmerkt doordat het dun en licht is. Kenners discussiëren al tijden of dit juist bijzonder of slecht is. Kenmerkend zijn ook de in perken uitgevoerde motieven in blauw en wit. Zoals gebruikelijk is bij Chinees porselein zijn de randen vaak gesprongen.  Als decoratie komen vaak landschappen en dieren voor zoals vogels en sprinkhanen, soms ook olifanten, leeuwen en paarden. Figuren worden slechts zelden afgebeeld.
Het kraakporselein is meestal ongemerkt en bestaat vooral uit borden en kommen. De kommen worden onderverdeeld in zogenaamde kraaikoppen en klapmutsen. Kommen met een decoratie van een kraai noemt men kraaikoppen. Klapmutsen zijn kommen met een rand die naar buiten is "geklapt", de naam verwijst waarschijnlijk naar de overeenkomst in vorm met een toenmalig populair hoofddeksel. Verder komen er dikbuikige vazen met korte hals voor, kendhi's en andere vormen. Opvallend zijn kendhi's in de vorm van dieren zoals een olifant of kikker.

## Etymologie
De naam "kraak" verwijst naar het Portugese type schip, de kraak of caraque, dat het porselein naar Europa vervoerde, waar het snel zeer populair werd. Het porselein is door de Portugezen ook naar Japan vervoerd. Het woord kraakporselein is rond 1638 voor het eerst gebruikt en in de 17e eeuw gekopieerd door Delftse pottenbakkers en in Arita (Japan).

## Geschiedenis
Jacob van Heemskerck behaalde bij zijn reis voor een van de voorcompagnieën een spectaculaire winst door op 25 februari 1603 met drie schepen een Portugees schip buit te maken in de Straat van Malakka, de met zijde en porselein beladen kraak Santa Catharina. Het kraakporselein is voor hoge prijzen verkocht en de bewindhebbers van de VOC besloten meer porselein uit het Keizerrijk China te laten halen.
De verscheping kwam eerst rond 1615 goed op gang en werd ook meer op de Nederlandse markt gericht. In 1620 stuurde Hendrick Brouwer, het opperhoofd in Hirado, een partij kraakporselein terug, omdat het naar zijn mening in Japan onverkoopbaar was. Rond 1630 pasten de Chinese pottenbakkers zich aan en produceerden ze ook kraakporselein speciaal voor de Japanse markt.
In het midden van de 17e eeuw, met de val van de Ming-dynastie, kwam er einde aan de verscheping van dit porselein. De productie werd gestaakt.
In Nederland werd het vaak van generatie op generatie doorgegeven. Het komt veelvuldig voor op 17e-eeuwse stillevens. Ondanks de grote productie is deze soort porselein in trek bij verzamelaars.
Het zou na de introductie van het kraakporselein nog een eeuw duren voordat men in Europa in staat was porselein te maken.